# Kaiser Karl Straße
Kaiser Karl Straße je úsek příjezdové cesty na náhorní plošinu Altopiano dei Sette Comuni (náhorní plošina sedmi obcí), kterou během první světové války vybudovala rakousko-uherská armáda, aby zajistila snadný přístup pro motorová vozidla do oblasti Monte Ortigara v severní části náhorní plošiny. Silnice byla pojmenována po rakouském císaři, uherském a českém králi a panovníkovi z rodu Habsbursko-Lotrinského Karlu I. Rakouském.

## Popis
Silnice je uzavřena pro motorovou dopravu a má přírodní povrch. V délce 7 km začíná na křižovatce zvané I Monumenti, kam se dostanete z bývalé vojenské silnice (nyní vyasfaltované), která stoupá od státní silnice 349 a navazuje na Erzherzog Eugen Straße (další vojenskou silnicí vybudovanou rakousko-uherskou armádou). Silnice dosahuje do blízkosti hory Monte Ortigara (spolu s Erzherzog Eugen Straße v celkové délce 13 km) a umožňuje také dosáhnout lokality Campo Gallina, sídla během Velké války velitelství rakousko-uherské 6. pěší divize (velitel generál von Mecenseffy) a 6. polní dělostřelecké brigády (velitel plukovník von Rabl).
Kombinace těchto cest představuje významnou kulturně-historickou trasu a zároveň vynikající trasu pro horské cyklisty. Po Kaiser Karl Straße je rovněž vedena Friedensweg (Dolomity).

## Galerie

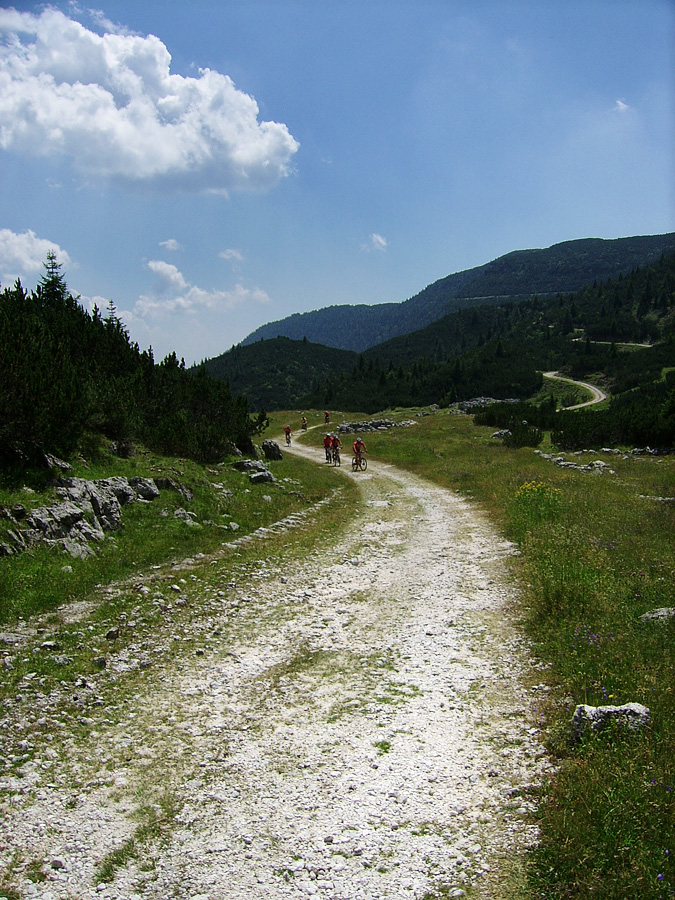
MTB trasa vedoucí po Kaiser Karl Straße; v pozadí je vidět část Erzherzog Eugen Straße.
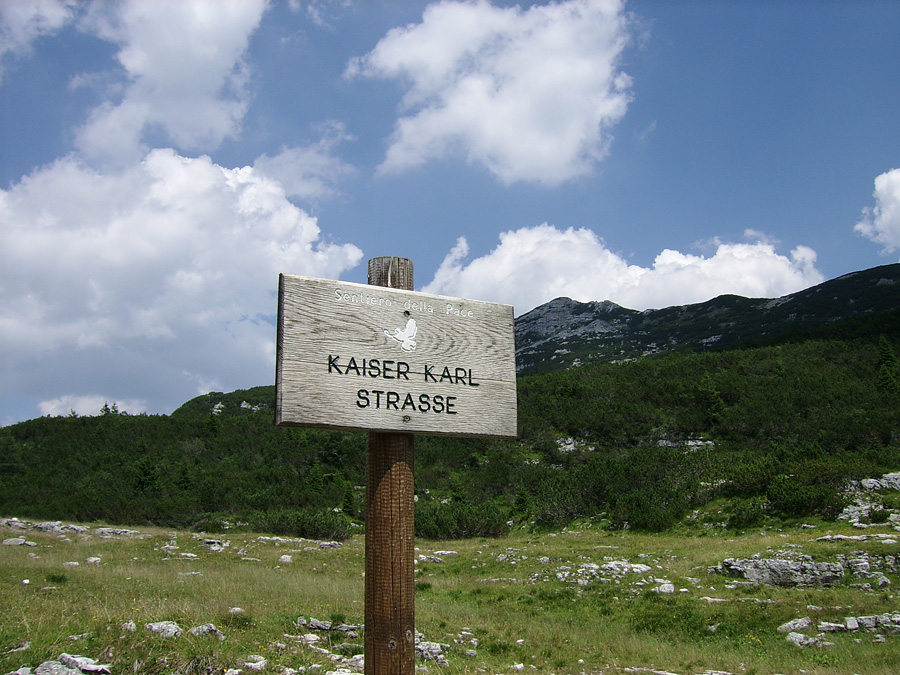
rozcestník na Friedensweg (Dolomity)